# Eleanor Farjeon
Pour les articles homonymes, voir Farjeon.
Eleanor Farjeon (13 février 1881 - 5 juin 1965) est une poétesse britannique.

## Biographie
Fille de Benjamin Farjeon, un journaliste et auteur de romans populaires, Eleanor est éduquée à la maison, passant une grande partie de son temps au grenier, entourée de livres. Son père l'encourage à écrire dès l'âge de cinq ans. Elle décrit sa famille et son enfance dans son autobiographie A Nursery in the Nineties (1935). Ses deux jeunes frères, Joe et Herbert, sont également devenus écrivains, tandis que son frère aîné, Harry, a enseigné la musique à la Royal Academy. Elle coécrira avec son frère Herbert l'opérette The Two Bouquets, mise en scène par Marc Connelly en 1938.
Un séjour en France en 1907 lui inspire une histoire avec un troubadour, point de départ de son roman le plus connu, Martin Pippin in the Apple Orchard. Pendant la Première Guerre mondiale, la famille s'installa dans le Sussex, où le paysage, les villages et les traditions locales allaient profondément influencer ses écrits ultérieurs. C'est dans le Sussex que les histoires de Martin Pippin seront situées.
La première percée professionnelle de Farjeon eut lieu en 1916 lorsque l'éditeur londonien Duckworth publia les comptines illustrées Nursery Rhymes of London Town: des poèmes de Farjeon qui étaient initialement parus anonymement dans le magazine Punch.
Farjeon comptait de nombreux amis au talent littéraire exceptionnel, parmi lesquels D. H. Lawrence, Walter de la Mare, Robert Frost et Elizabeth Myers. Pendant plusieurs années, elle entretint une étroite amitié avec le poète Edward Thomas et son épouse. Après la mort de Thomas en avril 1917 lors de la bataille d'Arras, elle resta proche de son épouse, Helen. Elle publia plus tard une grande partie de leur correspondance et livra un récit de leur relation dans Edward Thomas : Les quatre dernières années (1958).
Elle est l'auteur d'un hymne chrétien, Morning Has Broken.
Elle reçoit la médaille Carnegie en 1955. On lui décerne le Prix Hans-Christian-Andersen en 1956, pour le recueil The Little Bookroom,. Elle est la première lauréate, en 1959, de la Médaille Regina - un prix littéraire décerné chaque année par la Catholic Library Association qui récompense une personne pour sa contribution continue et remarquable à la littérature de jeunesse.
Son frère, Joseph Jefferson Farjeon, est un auteur reconnu de roman policier.
Farjeon est décédée à Hampstead, Londres, le 5 juin 1965. Elle est enterrée dans l'extension nord du cimetière de St John-at-Hampstead.
Depuis 1966, le prix Eleanor Farjeon pour la littérature de jeunesse est décerné chaque année en sa mémoire par le Children's Book Circle, une société d'éditeurs.

## Œuvres traduites
- Dormez bien, petits chats !, Boulogne, les Livres du dragon d'or, 1996
- Elsie Piddock et sa corde à sauter, Paris, Gründ, 1999.